# Mr. Magic
Johh Rivad, meglio conosciuto come Mr. Magic (New York, 15 marzo 1956 – New York, 2 ottobre 2009), è stato un disc jockey statunitense.

## Biografia
Mr. Magic debutta nel 1981 su WHBI-FM a New York. Nel luglio del 1982 si trasferisce su WBLS-FM.
Nel 1984 ha registrato il singolo Magic's Message (There's A Better Way). Durante la metà degli anni '80 c'è stata una rivalità con Kool DJ Red Alert. Nel 2002 è un DJ della radio "Wildstyle" del videogioco Grand Theft Auto: Vice City.
Come è stato confermato da DJ Premier è morto la mattina del 2 ottobre del 2009 per un attacco di cuore.